# Cagli
Cagli är en kommun i provinsen Pesaro e Urbino, i regionen Marche i Italien. Den är ligger cirka 30 kilometer söder om Urbino. Kommunen hade 8 408 invånare (2018).